# Elizabeth Strout

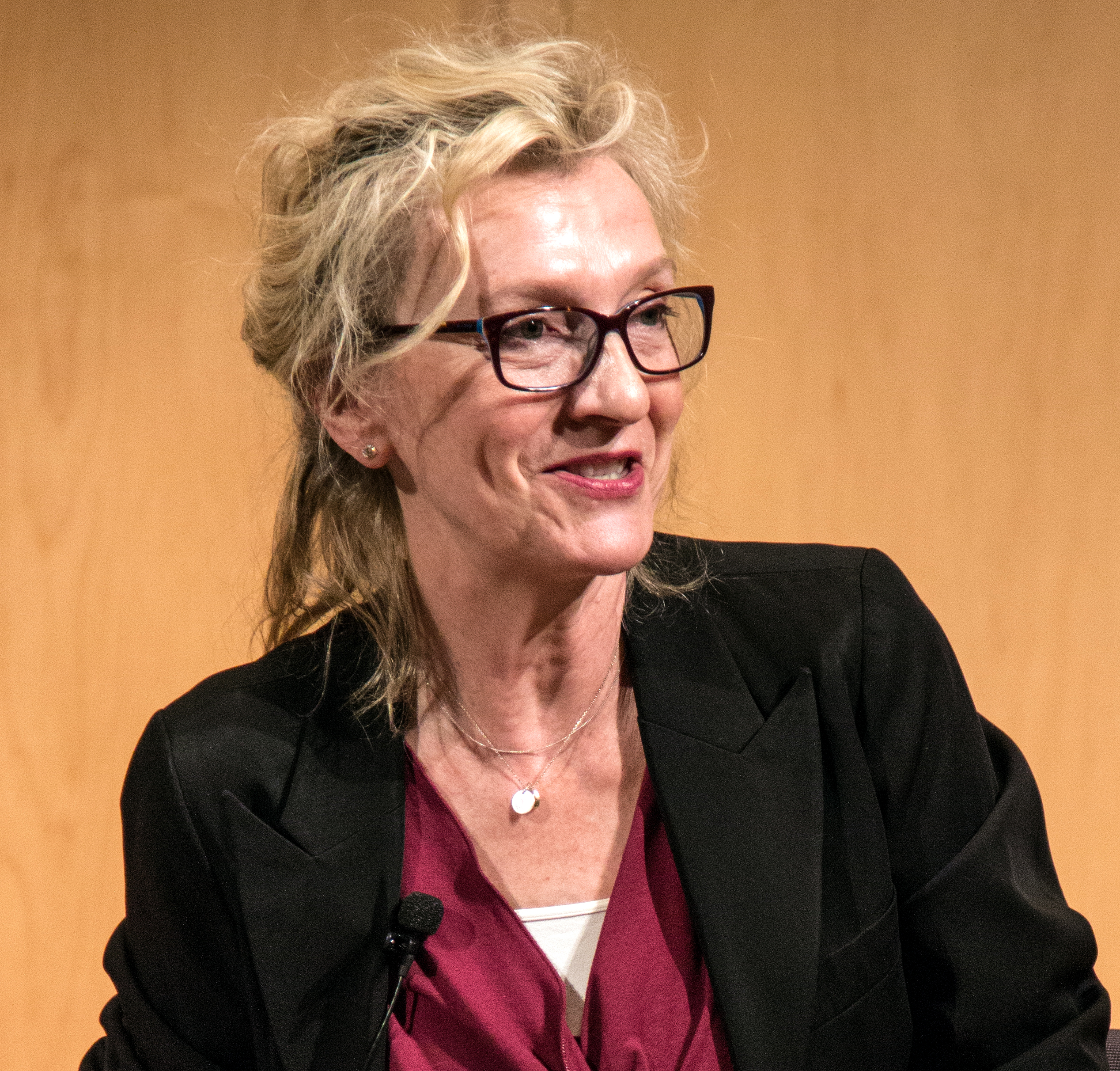
Elizabeth Strout (2014)

Elizabeth Strout (* 6. Januar 1956 in Portland, Maine) ist eine US-amerikanische Schriftstellerin, die für ihren Roman Olive Kitteridge den Pulitzer-Preis für Romane erhielt.

## Leben
Elizabeth Strout absolvierte ein Englischstudium am Bates College, das sie 1977 mit dem Bachelorexamen abschloss. Nach einem Studienaufenthalt in Oxford studierte Strout Rechtswissenschaften an der Syracuse University und schloss dieses Studium 1982 mit dem juristischen Doktorexamen ab.  Daneben absolvierte sie dort auch ein Studium im Fach Gerontologie und begann nach Abschluss des Studiums mit dem Verfassen von Kurzgeschichten für die Zeitschriften New Letters, Redbook und Seventeen.
Sie veröffentlichte 1998 mit Amy and Isabelle ihren ersten Roman, der 1999 mit dem Los Angeles Times Book Prize für das beste Erstlingswerk ausgezeichnet wurde und von einer Mutter-Tochter-Beziehung in Massachusetts und der Liebe der minderjährigen Tochter zu ihrem Mathematiklehrer handelt. 2001 wurde der Stoff von Lloyd Kramer mit Elisabeth Shue und Hanna R. Hall in den Rollen der ‚Isabelle Goodrow‘ und ‚Amy Goodrow‘ als Fernsehfilm inszeniert.
Nach ihrem Roman Abide with me (2005) hatte sie mit Olive Kitteridge (2007) ihren bislang größten literarischen Erfolg. Für diesen Roman über die lebensbejahende, in Maine lebende pensionierte Mathematiklehrerin ‚Olive Kitteridge‘, erhielt sie 2009 den Pulitzer-Preis für Romane sowie 2010 den Premio Bancarella. Der Roman wurde 2014 von Lisa Cholodenko als Miniserie Olive Kitteridge mit Frances McDormand in der Hauptrolle verfilmt. Im Oktober 2019 veröffentlichte Strout eine Fortsetzung unter dem Titel Olive, Again.
Der Lebensweg von ihrer Protagonistin ‚Lucy Barton‘, der zuerst in Die Unvollkommenheit der Liebe (2016) dargestellt wird, findet eine Fortsetzung in drei Folgeromanen Alles ist möglich (2020), Oh William! (2021) und Am Meer (2024). In einem Monodrama, das 2018 im Bridge Theatre in London und später auf dem Broadway aufgeführt wurde, verkörperte die Schauspielerin Laura Linney die Figur von Lucy Barton.
Neben ihrer schriftstellerischen Tätigkeit war Strout auch Dozentin für Kreatives Schreiben an der Colgate University sowie der Queens University of Charlotte in North Carolina.
Strout ist seit 2011 in zweiter Ehe mit James Tierney verheiratet, der von 1981 bis 1991 Maine Attorney General war. Sie hat eine Tochter aus einer früheren Beziehung, die Dramatikerin Zarina Shea.
Strout lebt in New York City und Maine.

## Auszeichnungen
2016 erhielt Strout in Italien den Premio Malaparte. 2018 wurde ihr für Alles ist möglich (Band 2 der Lucy-Barton-Romane) der Story Prize verliehen. Strout gewann auch The Los Angeles Times Art Seidenbaum Award for First Fiction und den Chicago Tribune Heartland Prize. 2022 wurde sie in die American Academy of Arts and Letters gewählt. Ebenfalls 2022 wurde ihr der Siegfried Lenz Preis für ihr bisheriges Gesamtwerk zuerkannt. Denn Strout verstehe es, so die Jury, auf denkbar knappe Weise menschliche Verhaltensweisen zu bündeln und zeige „Niedertracht und Hilflosigkeit ihrer Akteure sowie deren Sprachlosigkeit und Traurigkeit darüber, was im Leben verpasst wurde“. Zweimal wurde Strout schon für den britischen Booker Prize vorgeschlagen und mehrere ihrer Bücher finden sich auf der Spiegel-Bestsellerliste. Auch ihr neuer Roman Am Meer hat sich 2024 gleich auf der SPIEGEL-Bestsellerliste Hardcover Belletristik platziert.

## Werke
- Amy and Isabelle. New York: Random House, 1999, ISBN 0-375-50134-7.
  - Amy & Isabelle. Übersetzung Margarete Längsfeld. München: Piper, 2000, ISBN 3-492-04200-7.
- Abide with me. A Novel. New York: Random House, 2005, ISBN 1-4000-6207-1 (Titel nach einem englischen Kirchenlied).
  - Bleib bei mir. München: Luchterhand, 2014, ISBN 978-3-630-87445-6.
- Olive Kitteridge. New York: Random House, 2007, ISBN 978-1-4000-6208-9.
  - Mit Blick aufs Meer. Übersetzung Sabine Roth. Luchterhand, 2010, ISBN 978-3-630-87330-5.
- The Burgess boys: a novel. New York: Random House, 2013
  - Das Leben, natürlich. Übersetzung Sabine Roth und Walter Ahlers. Luchterhand, München 2013, ISBN 978-3-630-87344-2.
- My Name Is Lucy Barton. New York: Random House, 2016[12]
  - Die Unvollkommenheit der Liebe. Übersetzung Sabine Roth. München: Luchterhand 2016. ISBN 978-3-630-87509-5.
- Anything is Possible. New York: Random House, 2017
  - Alles ist möglich. Übersetzung Sabine Roth. Luchterhand 13.01.2020. ISBN 978-3-442-71900-6.
- Olive, Again. New York: Random House, 2019
  - Die langen Abende. Übersetzung Sabine Roth. Luchterhand, München 2020. ISBN 978-3-630-87529-3.[13]
- Oh William! Viking, London 2021, ISBN 978-0-241-50817-6.
  - Oh William! Übersetzung Sabine Roth. Luchterhand, München 2021. ISBN 978-3-630-87530-9.[14]
- Lucy by the Sea. Random House, New York 2022, ISBN 978-0-593-44606-5.
  - Am Meer. Übersetzung Sabine Roth. Luchterhand, München 2024. ISBN 978-3-630-87748-8.[15]
- Tell Me Everything. 2024

## Rezeption
Der Bestseller Mit Blick aufs Meer wurde auch im deutschsprachigen Raum von der Kritik wohlwollend aufgenommen. Martin Halter beschrieb den Roman in der FAZ als warmherzig, anrührend, lebensklug, aber nie sentimental oder weltfremd. Eva Menasse lobte die ineinander verwobenen Episoden des Buches als eine kunstvolle Mischung aus Humor und Tragik.